# Championnat de Belgique masculin de handball de deuxième division 2010-2011
Navigation
Division 2 2009-2010 Division 2 2011-2012
La saison 2010-2011 du Championnat de Belgique masculin de handball de deuxième division est la 48e saison de la deuxième plus haute division masculine de handball en Belgique. À la suite d'un changement de format, cette édition voit apparaitre des Play-offs et des Play-downs. 
À l'issue de la finale de championnat opposé à l'EHC Tournai, remporté 2 match à rien, cette édition est remportée par le HC Visé BM qui retrouve l'élite 3 ans après l'avoir quitté. Les liégeois sont les seuls montant de cette édition, ils remplaceront la saison suivante le KTSV Eupen 1889. Le HB Sint-Truiden et le HC Kraainem terminent la saison respectivement 3e et 4e.
Dans le bas du classement, en Play-downs, le HV Arena Hechtel et le Kreasa HB Houthalen sont relégués, ils seront remplacés la saison suivante par le KV Sasja HC II et le HC Visé BM II.

## Participants
| Club                | Matricule | Classement 2009-2010 | Localisation         | Entraîneur | Salle                             |
| ------------------- | --------- | -------------------- | -------------------- | ---------- | --------------------------------- |
| HK Waasmunster      | 357       | 10e de D1            | Waasmunster          | ?          | Sporthal Hoogendonck              |
| EHC Tournai         | 176       | 2e                   | Tournai              | ?          |                                   |
| HC Visé BM          | 89        | 3e                   | Visé                 | ?          | Hall Omnisports de Visé           |
| HC DB Gent          | 182       | 4e                   | Gand                 | ?          | ?                                 |
| Jeunesse Jemeppe    | 66        | 5e                   | Seraing              | ?          | Hall omnisports des Bois de Monts |
| HB Sint-Truiden     | 303       | 6e                   | Saint-Trond          | ?          | ?                                 |
| HV Arena Hechtel    | 152       | 7e                   | Hechtel-Eksel        | ?          |                                   |
| Kreasa HB Houthalen | 154       | 8e                   | Houthalen-Helchteren | ?          | Sporthal Lakerveld                |
| Olse Merksem HC     | 48        | 9e                   | Anvers               | ?          |                                   |
| HC Kraainem         | 593       | 1er de D3            | Kraainem             | ?          |                                   |

### Localisation
| \| Jemeppe K.Houthalen Waasmunster Sint-Truiden EHC Tournai Gand Olse Merksem HC Arena Hechtel Visé Kraainem \| Localisation des clubs engagés dans le championnat |
| Jemeppe K.Houthalen Waasmunster Sint-Truiden EHC Tournai Gand Olse Merksem HC Arena Hechtel Visé Kraainem                                                          |

| # | Province                      | Nombre | Équipe(s)                                              |
| - | ----------------------------- | ------ | ------------------------------------------------------ |
| 1 | Province de Limbourg          | 3      | Kreasa HB Houthalen, HB Sint-Truiden, HV Arena Hechtel |
| 2 | Province de Flandre-Orientale | 2      | HK Waasmunster, HC DB Gent                             |
| 2 | Province de Liège             | 2      | Jeunesse Jemeppe, HC Visé BM                           |
| 3 | Province du Brabant flamand   | 1      | HC Kraainem                                            |
| 3 | Province d'Anvers             | 1      | Olse Merksem HC                                        |
| 3 | Province de Hainaut           | 1      | EHC Tournai                                            |

## Organisation du championnat
La saison régulière est disputée par 10 équipes jouant chacune l'une contre l'autre à deux reprises selon le principe des phases aller et retour. Une victoire rapporte 2 points, une égalité, 1 point et, donc une défaite 0 point.
À la suite des changements de format, la saison continue après la phase classique avec deux tours finals, contrairement à la saison précédente. Les 4 équipes les mieux classées s'engagent dans les Play-offs tandis que les 6 autres s'engage en Play-downs. En Play-off, ces quatre formations s'affrontent en phase aller-retour mais lors duquel l'équipe classée première de la saison régulière part avec 4 points, le second, 3, le troisième, 2, le quatrième, 1. Après, ce tour, les deux meilleures équipes s'affronte lors d'une finale au meilleur des trois dans laquelle, l'équipe ayant terminé deuxième, reçoit en premier. Les deux équipes ayant terminé aux deux dernières places, s'engage quant à elle dans un match pour la troisième place lors de laquelle, la formation classée troisième, reçoit.
En Play-downs, là aussi, les équipes ayant le mieux terminé la phase régulière débutent avec un avantage au niveau des points. Ainsi, le cinquième de la phase classique commence avec 6 points, le sixième, 5, le septième, 4, le huitième, 3, le neuvième, 2 et le dixième avec 1 point. Ces six équipes s'affrontent dans le but de ne pas terminer au deux dernières places, synonyme de relégation au troisième niveau.

## Compétition

### Saison régulière

#### Classement
|    | Équipe              | Pts | J  | G  | N | P  | Bp  | Bc  | Diff |
| -- | ------------------- | --- | -- | -- | - | -- | --- | --- | ---- |
| 1  | HC Visé BM          | 28  | 18 | 14 | 0 | 4  | 578 | 471 | 107  |
| 2  | EHC Tournai         | 27  | 18 | 13 | 1 | 4  | 532 | 437 | 95   |
| 3  | HB Sint-Truiden     | 24  | 18 | 12 | 0 | 6  | 476 | 463 | 13   |
| 4  | Jeunesse Jemeppe    | 18  | 18 | 9  | 0 | 9  | 489 | 496 | -7   |
| 5  | HC Kraainem         | 18  | 18 | 9  | 0 | 9  | 518 | 530 | -12  |
| 6  | HC DB Gent          | 16  | 18 | 8  | 0 | 10 | 505 | 506 | -1   |
| 7  | Kreasa HB Houthalen | 16  | 18 | 7  | 2 | 9  | 512 | 532 | -20  |
| 8  | HKW Waasmunster     | 13  | 18 | 6  | 1 | 11 | 445 | 477 | -32  |
| 9  | Olse Merksem HC     | 10  | 18 | 5  | 0 | 13 | 441 | 487 | -46  |
| 10 | HV Arena Hechtel    | 10  | 18 | 5  | 0 | 13 | 422 | 519 | -97  |

|                 | Qualifié en Play-offs                    |
|                 | Play-downs                               |
| en augmentation | Promu 2010                               |
| en diminution   | relégué de Division 1 en début de saison |

#### Matchs
| Résultats (dom.\ext.)                                      | AHE   | WAA   | GEN   | HOU   | JEM   | OME   | KRA   | S-T   | EHC   | VIS   |
| HV Arena Hechtel                                           |       | 26-22 | 25-30 | 20-27 | 25-30 | 29-27 | 19-29 | 19-26 | 22-41 | 18-35 |
| HKW Waasmunster                                            | 21-18 |       | 27-20 | 33-33 | 26-36 | 25-17 | 27-28 | 21-16 | 31-24 | 21-26 |
| HC DB Gent                                                 | 24-26 | 30-28 |       | 29-30 | 24-16 | 37-25 | 27-35 | 24-28 | 14-20 | 28-37 |
| Kreasa HB Houthalen                                        | 26-25 | 27-32 | 32-39 |       | 29-24 | 34-18 | 33-24 | 29-25 | 28-28 | 27-41 |
| Jeunesse Jemeppe                                           | 34-20 | 32-22 | 28-34 | 34-31 |       | 25-24 | 32-29 | 28-30 | 23-27 | 21-28 |
| Olse Merksem HC                                            | 27-24 | 32-20 | 27-26 | 33-16 | 20-21 |       | 27-33 | 18-22 | 19-28 | 28-30 |
| HC Kraainem                                                | 20-32 | 31-25 | 32-42 | 32-26 | 34-33 | 23-29 |       | 29-30 | 33-29 | 29-28 |
| HB Sint-Truiden                                            | 31-21 | 23-18 | 32-35 | 27-26 | 25-28 | 24-23 | 26-25 |       | 26-29 | 30-26 |
| EHC Tournai                                                | 36-19 | 27-16 | 28-23 | 30-26 | 29-22 | 39-19 | 29-23 | 32-36 |       | 38-29 |
| HC Visé BM                                                 | 33-34 | 31-30 | 30-19 | 38-32 | 39-22 | 31-28 | 36-29 | 32-19 | 28-18 |       |
| - Victoire à domicile - Match nul - Victoire à l'extérieur |       |       |       |       |       |       |       |       |       |       |

### Play-offs

#### Classement
|   | Équipe          | Pts | J | G | N | P | Bp  | Bc  | Diff |
| - | --------------- | --- | - | - | - | - | --- | --- | ---- |
| 1 | HC Visé BM      | 14  | 6 | 5 | 0 | 1 | 215 | 170 | 45   |
| 2 | EHC Tournai     | 13  | 6 | 5 | 0 | 1 | 197 | 160 | 37   |
| 3 | HC Kraainem     | 4   | 6 | 1 | 0 | 5 | 171 | 205 | -34  |
| 4 | HB Sint-Truiden | 3   | 6 | 1 | 0 | 5 | 148 | 196 | -48  |

|  | Qualification pour la finale                        |
|  | Qualification pour le match pour la troisième place |

#### Matchs
| Résultats (dom.\ext.)                                      | VIS   | TOU   | KRA   | S-T   |
| HC Visé BM                                                 |       | 28-23 | 37-29 | 43-18 |
| EHC Tournai                                                | 40-30 |       | 36-25 | 28-27 |
| HC Kraainem                                                | 32-41 | 31-35 |       | 33-22 |
| HB Sint-Truiden                                            | 28-36 | 27-28 | 29-26 |       |
| - Victoire à domicile - Match nul - Victoire à l'extérieur |       |       |       |       |

#### Finales

##### Match pour la troisième place
|  | HC Kraainem | 27 - 30 | HB Sint-Truiden | Hall des Sports de Kraainem, Kraainem |

##### Finale
|  | EHC Tournai | 21 - 25 | HC Visé BM | Hall des Sports de la C.E.T., Tournai |

|  | HC Visé BM | 22 - 20 | EHC Tournai | Hall omnisports de Visé, Visé |

- HC Visé BM 2 - 0 EHC Tournai

### Play-downs

#### Classement
|   | Équipe              | Pts | J  | G | N | P | Bp  | Bc  | Diff |
| - | ------------------- | --- | -- | - | - | - | --- | --- | ---- |
| 1 | HKW Waasmunster     | 22  | 10 | 8 | 0 | 2 | 304 | 270 | 34   |
| 2 | Jeunesse Jemeppe    | 17  | 10 | 6 | 1 | 3 | 255 | 252 | 3    |
| 3 | Olse Merksem HC     | 13  | 10 | 5 | 1 | 4 | 276 | 269 | 7    |
| 4 | HC DB Gent          | 12  | 10 | 3 | 1 | 6 | 250 | 265 | -15  |
| 5 | Kreasa HB Houthalen | 9   | 10 | 3 | 0 | 7 | 260 | 266 | -6   |
| 6 | HV Arena Hechtel    | 8   | 10 | 3 | 1 | 6 | 279 | 302 | -23  |

|  | Relégation au troisième niveau |

#### Matchs
| Résultats (dom.\ext.)                                      | WAA   | JEM   | OME   | GEN   | HOU   | HEC   |
| HKW Waasmunster                                            |       | 25-19 | 33-30 | 30-19 | 30-26 | 40-33 |
| Jeunesse Jemeppe                                           | 32-27 |       | 29-26 | 27-26 | 26-20 | 28-29 |
| Olse Merksem HC                                            | 25-29 | 23-23 |       | 29-25 | 32-29 | 29-19 |
| HC DB Gent                                                 | 31-28 | 29-17 | 25-26 |       | 24-19 | 24-24 |
| Kreasa HB Houthalen                                        | 28-31 | 22-23 | 30-20 | 28-22 |       | 29-28 |
| HV Arena Hechtel                                           | 27-31 | 25-31 | 27-36 | 37-25 | 30-29 |       |
| - Victoire à domicile - Match nul - Victoire à l'extérieur |       |       |       |       |       |       |

### Champion
| Champion de Belgique masculin de handball de Division 2 2010-2011 Handball Club Visé Basse Meuse ? |

## Bilan

### Classement final
| Rang | Équipe              |
| ---- | ------------------- |
| 1er  | HC Visé BM          |
| 2e   | EHC Tournai         |
| 3e   | HB Sint-Truiden     |
| 4e   | HC Kraainem         |
| 5e   | HKW Waasmunster     |
| 6e   | Jeunesse Jemeppe    |
| 7e   | Olse Merksem HC     |
| 8e   | HC DB Gent          |
| 9e   | Kreasa HB Houthalen |
| 10e  | HV Arena Hechtel    |

|                 | Qualifiés pour la Division 1 |
|                 | Relégués en troisième niveau |
| en augmentation | Promu de début de saison     |
| en diminution   | Relégué de début de saison   |

### Bilan de la saison
| Tableau d'honneur de la saison 2010-2011 |                                      |               |       |       |
| Compétition                              | Vainqueur                            | Commentaire   |       |       |
| Championnat de Belgique                  | HC Visé BM                           | -             |       |       |
| Promotions et relégations                |                                      |               |       |       |
| Promu de Superliga (Ligue flamande)      | KV Sasja HC Hoboken II               | ? (Superliga) |       |       |
| Promu de D1 LFH (Ligue francophone)      | HC Visé BM II                        | 1re (D1 LFH)  |       |       |
| Relégation en Superliga (Ligue flamande) | Kreasa HB Houthalen HV Arena Hechtel | 9e 10e        |       |       |
| Relégation en D1 LFH (Ligue francophone) | Aucun                                | Aucun         | Aucun | Aucun |